# 埃爾文·布爾庫
埃爾文·布爾庫（1981年3月3日—）是一位阿爾巴尼亞足球運動員。在場上的位置是中場。他現在效力於阿爾巴尼亞足球超級聯賽球隊地拉那足球俱樂部。他也代表阿爾巴尼亞國家足球隊參賽。